# Seaham (estação ferroviária)
Seaham é uma estação ferroviária na Durham Coast Line, que funciona entre Newcastle Central e Middlesbrough via Hartlepool. Está situada 5 milhas (8,0 km) a sudeste de Sunderland, servindo a cidade litorânea de Seaham, no condado de Durham, Inglaterra. É propriedade da Network Rail e gerida pela Northern Trains.

## História
A primeira rota ferroviária para a cidade, a Seaham and Sunderland Railway, foi construída como meio de escoar a produção das minas de carvão de propriedade do Marquês de Londonderry. Foi inaugurado em 1854, ligando Seaham Harbour a Ryhope Grange, perto de Sunderland, onde se juntava à North Eastern Railway.
A estação foi aberta aos passageiros pela Londonderry, Seaham and Sunderland Railway em 2 de julho de 1855, e era originalmente conhecida como Seaham Colliery.
Em 1900, a North Eastern Railway comprou a linha. Para criar uma nova rota costeira entre as cidades de Sunderland, Hartlepool e Middlesbrough, a rota foi estendida para o sul, ao longo da [costa]], com a seção entre Seaham e West Hartlepool sendo inaugurada em 1º de abril de 1905.
Com a abertura da linha, foi construída uma nova estação (que é a estação atual). Em 1 de março de 1925, a estação (atual) foi renomeada de Seaham Colliery para apenas Seaham. No mesmo dia, a estação ferroviária que atendia à região portuária próxima foi renomeada de Seaham para Seaham Harbor, fechando para passageiros quatorze anos depois, em 11 de setembro de 1939.

## Instalações
As instalações da estação foram melhoradas durante a década de 2010 para incluir abrigos de espera totalmente iluminados e Câmeras de Segurança. O sistema de sonorização foi renovado e atualizado com anúncios pré-gravados.
A estação não possui funcionários permanentes, mas conta com uma máquina de autoatendimento na plataforma norte, permitindo que os passageiros comprem seus bilhetes antes do embarque ou retirem passagens pré-pagas. As informações sobre o funcionamento dos trens são oferecidas por meio de cartazes de horários, displays digitais e anúncios automáticos. O acesso sem escadas está disponível para ambas as plataformas.

## Serviços
A partir da mudança de horário de maio de 2021, a estação é servida por um serviço de hora em hora entre Newcastle Central e Middlesbrough (rota 2 da Durham Coast Line). A maioria dos trens continua para Hexham (ou Carlisle, aos domingos) e Nunthorpe. Dois trens por dia (três aos domingo) continuam para Whitby. Todos os serviços são operados pela Northern Trains.
Material rodante: Class 156 Super Sprinter e Class 158 Express Sprinter